# Ново село (дем Даутбал)
Вижте пояснителната страница за други значения на Ново село.
Ново село или Еникьой (на гръцки: Νεοχωρούδα, Неохоруда) е село в Република Гърция, дем Даутбал, област Централна Македония с 1979 жители (2001).

## География
Селото е разположено в Солунското поле, в югозападното подножие на планината Балджа. Отдалечено е от Солун на около 10 километра в северозападна посока и от демовия център Градобор (Пендалофос) на около 2 километра източно.

## История

### В Османската империя
Първоначалното име на селото е Куру Йени кьой (Kuru Yeni Koy) и се е намирало на запад от Даутбал (Ореокастро) и на северозапад от Дудулари (Диавата), на южния край на планината. Селото е принадлежало към вакъфа на Гази Евренос бей и през XVIΙ век е преместено на сегашното си местоположение. Причините за преместването са епидемия или бунт в българското Ясно село. Ново село принадлежи към муката на пазачите на ливади.
В 1771 година се споменава като християнско село, а в 1862 е село със 76 християнски къщи.
В края на XIX век Ново село е чисто българско село в Солунска каза на Османската империя. В 1848 година руският славист Виктор Григорович описва в „Очерк путешествия по Европейской Турции“ Новосело като българско село. Александър Синве („Les Grecs de l’Empire Ottoman. Etude Statistique et Ethnographique“), който се основава на гръцки данни, в 1878 година пише, че в Неохоруда (Neo-khorouda), Солунска епархия, живеят 540 гърци. В „Етнография на вилаетите Адрианопол, Монастир и Салоника“, издадена в Константинопол в 1878 година и отразяваща статистиката на населението от 1873 година, Ново село (Novo-Sélo) е посочено като село със 130 домакинства и 580 жители българи. Между 1896 и 1900 година селото преминава под върховенството на Българската екзархия. Според статистиката на Васил Кънчов („Македония. Етнография и статистика“) от 1900 година селото брои 772 жители, всички българи християни.
На 2 септември 1873 година в селото е основано българско читалище от солунския учител Христо Захариев. Паралелно в селото се открива българско училище и в църквата започва да се пее на български. Читалището е подпомагано от Цариградското чрез неговата Македонска българска дружина.
Основен борец за българска църква и училище в Ново село е Ставре Георгиев, поддържащ контакти със солунското руско и българско консулство и преследван от гръцките владици. В учебната 1894 – 1895 година под революционерът Аргир Манасиев с помощта на първенците екзархисти Ставре Новоселски, Георги Саламурчев, Пецо Бакалина, Христо Чочев и други отваря в Ново село българско униатско училище и в него се записват 30 – 35 деца.
По данни на секретаря на Екзархията Димитър Мишев („La Macédoine et sa Population Chrétienne“) в 1905 година селото (Novo-Selo) има 552 българи екзархисти и 464 патриаршисти, като в него работят българско и гръцко училище.
Към 1905 година според гръцки данни селото има 693 жители елинофони и основно славофони.
Според доклад на Димитриос Сарос от 1906 година Неохоруда (Νεοχωρούδα) е славяногласно село в Солунската митрополия с 590 жители, от които с гръцко съзнание 415 и с българско 175. В селото работят смесено гръцко начално училище и детска градина със 74 ученици (38 мъже и 36 жени) и 2 учители, както и българско училище с 20 ученици и 2 учители.
При избухването на Балканската война в 1912 година 1 човек от Ново село е доброволец в Македоно-одринското опълчение.

### В Гърция
По време на Балканската война в селото влизат гръцки части, а след Междусъюзническата Ново село попада в Гърция. Изплатени са 8 имота на жители, които са се изселили в България. Според преброяването от 1913 година селото има 727 жители (362 мъже и 365 жени). Според преброяването от 1920 година селото има 884 жители (439 мъже и 445 жени).
Според преброяването от 1928 година селото е смесено местно-бежанско село с 3 бежански семейства и 9 души. В същата година населението е около 900 души общо.
Според преброяването от 1940 година селото има 1138 жители (607 мъже и 531 жени).
| Име    | Име     | Ново име | Ново име | Описание                                                |
| ------ | ------- | -------- | -------- | ------------------------------------------------------- |
| Балджа | Μπάλτζα | Корифи   | Κορυφή   | възвишение на СИ от Ново село и на ЮЗ от Балджа (561 m) |

Преброявания
| Година | Жители |
| ------ | ------ |
| 1900   | 772    |
| 1913   | 727    |
| 1928   | 919    |
| 1940   | 1138   |
| 1951   | 1235   |
| 1961   | 1258   |
| 1971   | 1212   |
| 1981   | 1195   |
| 1991   | 1430   |
| 2001   | 1979   |
| 2011   | 1703   |

## Личности
Родени в Ново село
- Антониос Толис (Αντώνιος Τόλης), гръцки андартски деец, агент от трети ред, убит от дейци на ВМОРО през април 1908 година[22]
- Антониос Узунис (Αντώνιος Ουζούνης), свещеник и гръцки андартски деец, агент от трети ред[22]
- Атанасиос Сармис (Αθανάσιος Σαρμής), гръцки андартски деец, четник[22]
- Астериос Ману (Αστέριος Μάνου), гръцки андартски деец, агент от трети ред[22]
- Василиос Христидис (Βασίλειος Χρηστίδης), гръцки андартски деец, четник при Яни Рамненски и куриер[22]
- Георги Сотиров (1890 – ?), опълченец от Македоно-одринското опълчение, 4 рота на 3 солунска дружина[23]
- Дине Стоянов, български революционер от ВМОРО
- Екатерини Цара (Αικατερίνη Τσάρα), гръцка андартска деятелка, агент от трети ред, подпомогнала за отстраняването на екзархийския свещеник[22]
- Иван Апостолов, български опълченец, ІV опълченска дружина, умрял преди 1918 г.[24]
- Иван Григоров, български революционер, четник на Кръсто Лазаров в 1914 година[25]
- Николаос Влахос (Νικόλαος Βλάχος), гръцки андартски деец, агент от трети ред, селски първенец и укривател на андарти[22]
- Христос Папантониу (1880 – 1995), гръцки андартски деец, участник в Балканските войни, Първата световна война и Гръцко-турската война[26]
- Сотириос Слиомис (Σωτήριος Σλιώμης), гръцки андартски деец, агент от трети ред[22]